# SMiley
Pour les articles homonymes, voir Smiley (homonymie).
Steve Smiley Bernard alias "SMiley" est un musicien anglais, jouant de la batterie et collaborant avec le groupe Archive depuis 2001 et l'album You All Look the Same to Me. Il collabore également avec le groupe BirdPen sur Global Lows notamment.

## Liens
- Archive